# Nachtorientierungslicht
Ein Nachtorientierungslicht (kurz Nachtlicht) ist eine Lampe, die ein schwaches, aber ständiges Licht verbreitet und so die räumliche Orientierung bei relativer Dunkelheit ermöglicht. 

## Aufgaben und Einsatzbereiche

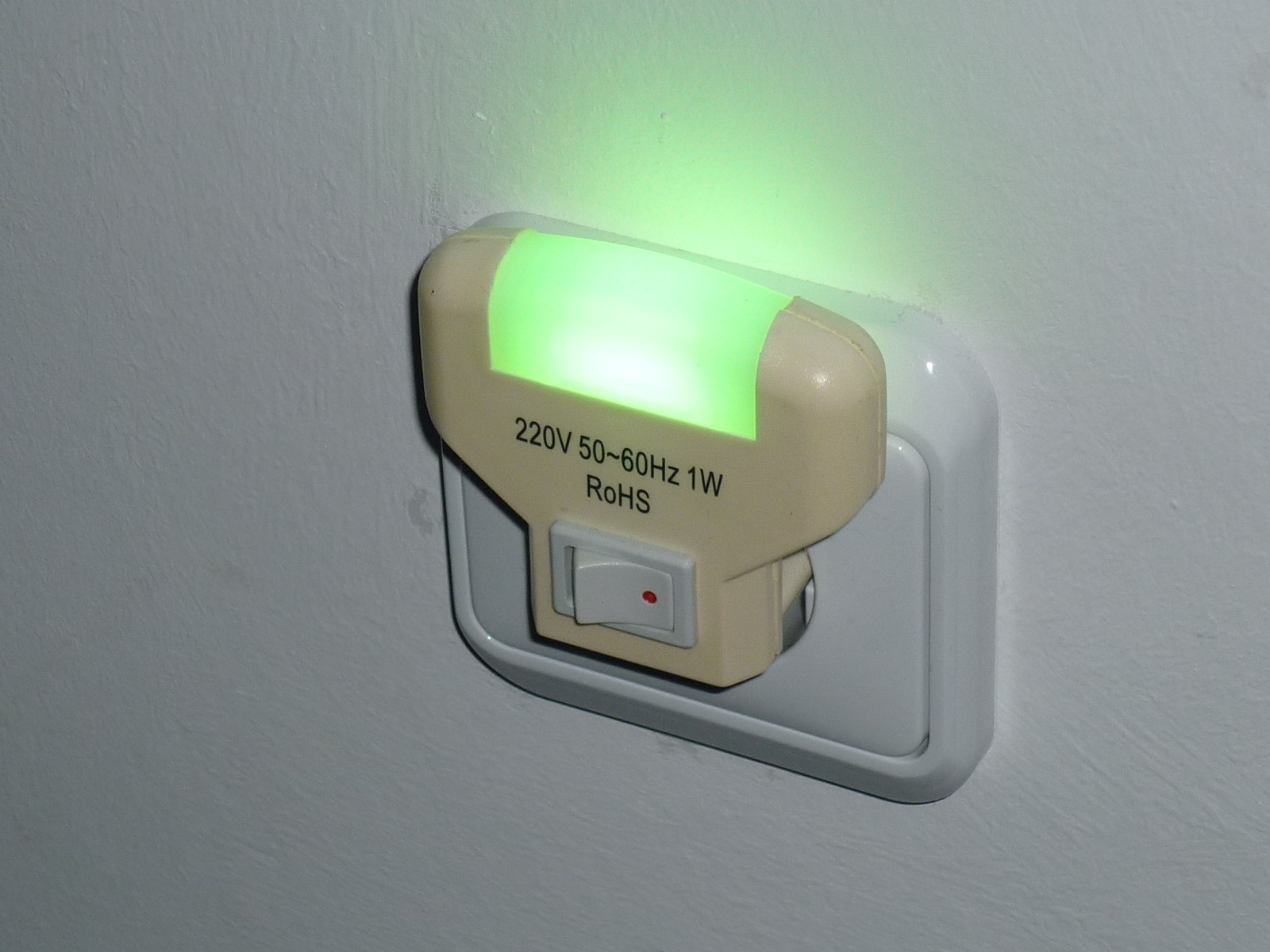
Nachtlicht (1-Watt-LED) mit Handschalter

Nachtlichter werden vor allem im Bereich von Schlafräumen eingesetzt, um beim nächtlichen Erwachen und Aufstehen aus dem Bett, beispielsweise zum Toilettengang, die Orientierung ohne zusätzliche Beleuchtung zu unterstützen. Dies ist möglich, da nachts die Pupillen stark geweitet und somit die Augen sehr empfindlich sind, so dass auch ein sehr schwaches Licht ausreicht, um Gegenstände und Hindernisse im Raum zu erkennen. Photopisches Sehen, also Sehen mit Farbwahrnehmung, ist bei schwachem Licht zwar nicht gegeben, zur Orientierung aber normalerweise auch nicht erforderlich. Das Einschalten der Raumbeleuchtung soll vermieden werden, da ein Licht normaler Stärke mit nächtlich geweiteten Pupillen als unangenehm blendend empfunden wird, solange noch keine Adaptation erfolgt ist. Auch entfällt die Notwendigkeit, im Dunkeln nach dem Lichtschalter zu tasten, wodurch ein Unfallrisiko (insbesondere für ältere oder gebrechliche Menschen) reduziert wird.
Nachtlichter können auch dazu beitragen, die besonders bei Kindern verbreitete Angst vor Dunkelheit zu mindern. Die Angst vor Dunkelheit wird als Achluophobie (auch: Nyktophobie) bezeichnet. Für diesen Einsatzzweck gibt es Nachtlichter mit kinderfreundlichen Motiven und Formen.
Eine Sonderfunktion von Nachtlichtern ist die der Notbeleuchtung von Flucht- und Rettungswegen. In dieser Funktion können Nachtlichter aber allenfalls behelfsmäßig im privaten Bereich eingesetzt werden, denn für Notbeleuchtung gelten gemäß Bauvorschriften besondere formale und technische Anforderungen, die handelsübliche Nachtlichter nicht erfüllen. Insbesondere muss eine Notbeleuchtung von der normalen Stromversorgung unabhängig sein, um die Funktion auch bei Stromausfall sicherzustellen.

## Energieversorgung und -verbrauch

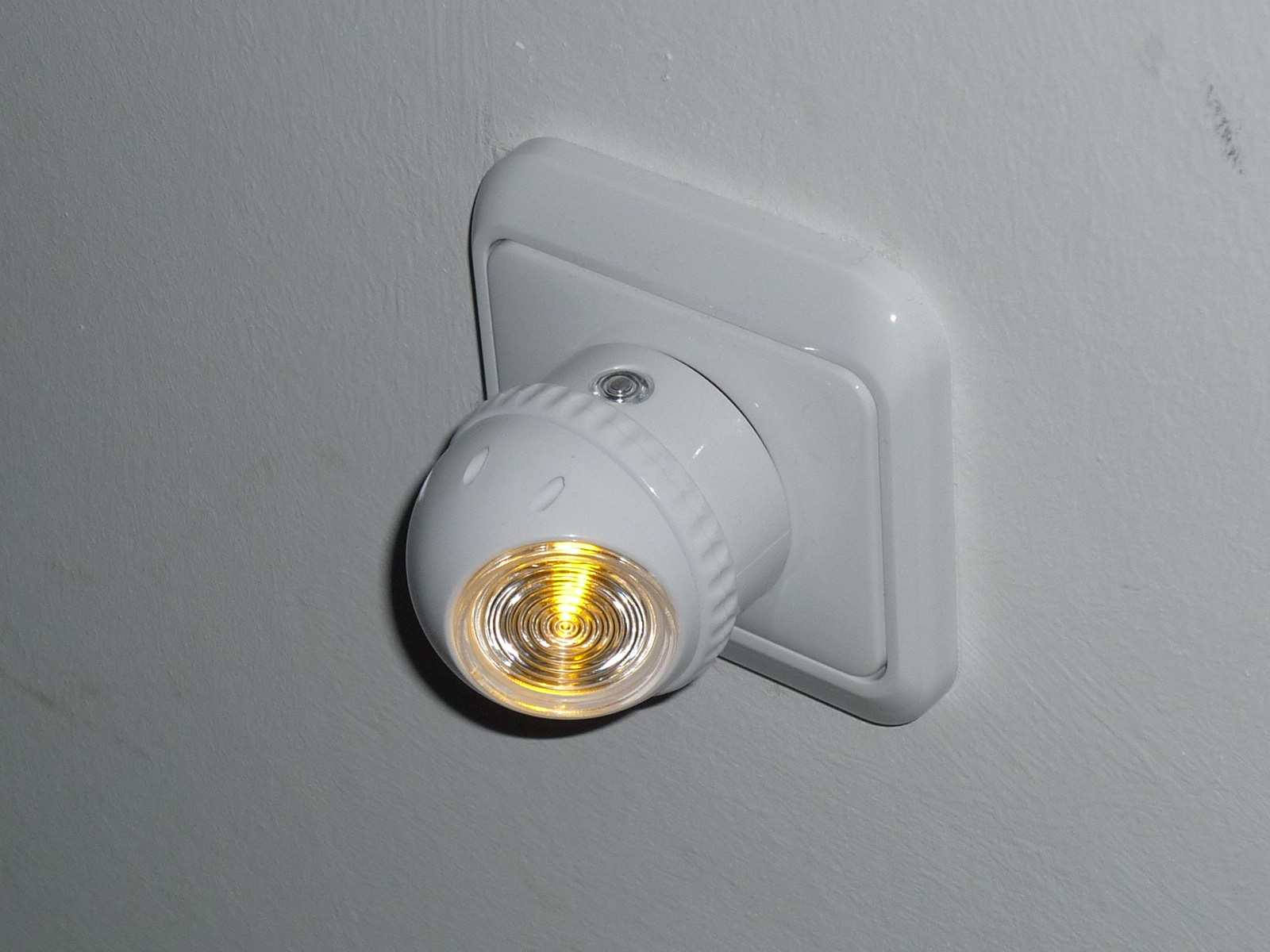
Nachtlicht (0,4-Watt-LED) mit Helligkeitssensor

Da ein Nachtlicht permanent oder zumindest für lange Zeiträume brennt, ist niedriger Energieverbrauch ein Hauptkriterium für die Konstruktion der Lampe und insbesondere für die Auswahl des Leuchtmittels (siehe unten).
Die Leistungsaufnahme üblicher Nachtlichter mit stromsparendem Leuchtmittel liegt zwischen 0,2 und 2 Watt. Bei 1 Watt Leistung und einem Strompreis von etwa 28 Cent/kWh ergeben sich Stromkosten von ca. 2,45 €/Jahr bei ununterbrochenem Betrieb (auch tagsüber). 
Wird die Einschaltdauer reduziert, sinken Energieverbrauch und Kosten entsprechend. Hierfür sind Nachtlichter teilweise mit einem Lichtsensor ausgerüstet, der das Licht bei Dunkelheit automatisch einschaltet (Dämmerungsschalter). Hier ist auf den Stromverbrauch der Sensorschaltung zu achten.
Es finden sich im Handel auch Nachtlichter mit Bewegungsmelder; dies ist aber normalerweise nicht sinnvoll, da der Dauer-Eigenstromverbrauch eines gängigen Bewegungssensors ähnlich hoch oder sogar höher ist als der eines stromsparenden Nachtlichtes.
Dank des niedrigen Stromverbrauches kann die Energieversorgung von Nachtlichtern statt über die Steckdose alternativ auch über Batterien oder Akkus erfolgen. Auf diese Weise sind Nachtlichter auch für den mobilen Einsatz oder als Notbeleuchtung (siehe oben) nutzbar. Es werden Leuchtdauern von einigen Stunden im Dauerbetrieb erreicht (Rechenbeispiel: ein Licht mit 0,3 W Leistung verursacht bei Stromversorgung über einen Akku mit 1,5 Volt einen Strom von 200 mA; bei einer Nennladung des Akkus von 2000 mAh ergibt sich eine Leuchtdauer von etwa 10 h).

## Lichtfarbe

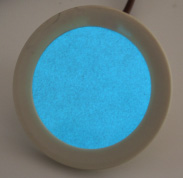
Elektrolumineszenz-Nachtlicht aus den 1960er-Jahren

Es ist vorteilhaft, für Nacht- und Orientierungslicht rotes Licht zu verwenden. Bei Dunkelheit bildet das Auge ein Pigment (Rhodopsin), das die Lichtempfindlichkeit des Auges verstärkt. Durch weißes Licht wird das Rhodopsin in äußerst kurzer Zeit abgebaut, die Lichtempfindlichkeit des Auges geht stark zurück (man ist fast blind). Rotes Licht hat auf den Abbau von Rhodopsin keinen Einfluss. Die hohe Empfindlichkeit des Auges bleibt erhalten, die Sehfähigkeit ist gut – wenn auch farbverfälscht, was bei einfachen Sehaufgaben kein Nachteil ist. Die genannten Bedingungen sind der Grund, warum z. B. Lichtanzeigen bei Nacht im Inneren eines Kraftfahrzeuges oft rot oder orange ausgeführt werden.

## Leuchtmittel
Als Lichtquelle in Nachtlichtern kommen verschiedene Leuchtmittel zum Einsatz. Das Hauptkriterium ist dabei der Energieverbrauch.
- Glimmlampen (Farbe meist rötlich-orange oder grün, manchmal erkennbar durch Flackern, wegen zu hohem Spannungsbedarf nicht für Batteriebetrieb geeignet)
- Elektrolumineszenz-Strahler,
- LEDs (zunehmend verbreitet)
- Glühlampen geringer Leistung (selten, da wegen schlechter Lichtausbeute und hohem Stromverbrauch eigentlich für den Dauereinsatz ungeeignet)
- Leuchtstofflampen (selten, für geringe Leistungen nicht verfügbar)
- Tritiumgaslichtquelle (sehr selten, braucht keine Stromversorgung).